# 9e régiment de dragons légers (Autriche)
Pour les articles homonymes, voir 9e régiment.
Le 9e régiment de dragons légers, est une unité de cavalerie de la monarchie de Habsbourg. Ce régiment est créé en 1798 et est dissous en 1801.

## Création et différentes dénominations
- 1798 : formation du 9e régiment de dragons légers (leichtes Dragoner-Regiment Nr. 9) à partir du régiment de dragons d'état-major (Stabsdragoner)[1]
- 1801 : dissous[2]

Le colonel de 1799 à mars 1801 est Jean de Liechtenstein.

## Historique
Le régiment est dissous en décembre 1801, le traité de Lunéville ayant ramené la paix.

## Uniforme
Le 9e régiment de dragons légers porte la veste vert sombre des dragons légers avec la couleur distinctive noire et des boutons blancs.